# Boyd Estus
Boyd Estus (* 18. Juni 1941 in den Vereinigten Staaten) ist ein US-amerikanischer Kameramann, ein Spezialist für so genannte Dokudramen.

## Leben und Wirken
Estus erlernte sein Handwerk in den frühen 1960er Jahren und begann anschließend für die Reihe NET Playhouse erste Fernsehfilme zu fotografieren. Rasch fokussierte er jedoch sein Augenmerk auf den Dokumentarfilm, wo Boyd Estus sich vor allem historischer und technisch-wissenschaftlicher Themen annahm. Estus wirkte beim Fernsehen für amerikanische wie britische (vor allem die BBC) Auftraggeber und erhielt zahlreiche Preise, darunter den Emmy, den Peabody Award und den Hugo Award. Zu seinen angesehensten US-Auftraggebern zählen die National Geographic Society, die Smithsonian Institution, der History Channel, der Public Broadcasting Service und der Discovery Channel.
Für die Arbeit an der einstündigen Dokumentation Eight Minutes to Midnight: A Portrait of Dr. Helen Caldicott, einer Porträtierung der gleichnamigen australischen Ärztin und Anti-Atomwaffen-Aktivistin, erhielt Estus gemeinsam mit der Regisseurin Mary Benjamin und der Produzentin Susanne Simpson 1982 eine Oscar-Nominierung in der Sparte Bester abendfüllender Dokumentarfilm. Zeitgleich mit seinem Start ins Berufsleben, 1967, hatte Boyd Estus mit Heliotrope Studios Ltd. in Newton Upper Falls (Mass.) auch seine eigene kleine Produktionsfirma gegründet.

## Filmografie
Als Kameramann bei Kurz- und Langfilmen, wenn nicht anders angegeben:
- 1967: NET Playhouse: Uncle Vanya
- 1969: NET Playhouse: Let Me Hear You Whisper
- 1970: NET Playhouse: America, Inc.
- 1972: Between Time and Timbuktu
- 1974–2004: Nova (mehrere Folgen)
- 1978: The Flight of the Gossamer Condor (auch Produktionsleitung)
- 1979: Arthur Fiedler: Just Call Me Maestro
- 1980: That’s Incredible! (Serie)
- 1981: The Future: What’s Next? (Serie)
- 1982: Eight Minutes to Midnight: A Portrait of Dr. Helen Caldicott (auch Produktion)
- 1983: The Navigators: Pathfinders of the Pacific (auch Regie)
- 1987: How to Prevent a Nuclear War
- 1987: Tender Places
- 1988: A Jumpin’ Night in the Garden of Eden
- 1990: Eyes on the Prize (zwei Folgen)
- 1993–2001: Frontline (mehrere Folgen)
- 1997: Mysteries of Deep Space
- 1997: Arguing the World
- 1999: Remembering the Hingham Shipyard
- 2000: The Flight of the Gossamer Connor (auch Produktionsleitung)
- 2006: Prophets of Science Fiction
- 2006: The New Medicine
- 2007: Der Puderkrieg (The Powder & the Glory)
- 2008: Absolute Zero
- 2008: At Home in Utopia
- 2011: Cuff Me if you Clan (Serie)
- 2011: The Last Gladiators
- 2012: The American Revolution
- 2014: My Strange Criminal Addiction: Eye of the Beholder
- 2016: Working the Boats: Masters of the Craft
- 2016: The Man Who Discovered Capitalism
- 2016: Edgar Allan Poe: Buried Alive